# 210 Dywizja Piechoty (III Rzesza)
210 Dywizja Piechoty (niem. 210. Infanterie-Division) – niemiecka dywizja z czasów II wojny światowej, sformowana w Kassel na mocy rozkazu z 10 lipca 1942 roku, poza falą mobilizacyjną w IX Okręgu Wojskowym.
Była to jednostka obrony wybrzeża, działała w północnej Norwegii i Laponii. Poddała się Aliantom w maju 1945 r.

## Struktura organizacyjna
- Struktura organizacyjna w 1943 roku:

661., 662., 663., 664. i 665. bataliony forteczne, 837. specjalny pułk artylerii nadbrzeżnej (448., 478., 480. i 773. dywizjon artylerii nadbrzeżnej),  3./67 górski oddział łączności;
- Struktura organizacyjna w 1945 roku:

859. forteczny pułk piechoty(661., 663., 664. i 665. batalion forteczny), sztab brygady fortecznej Lofoten (646., 650., 662. batalion forteczny), 837. specjalny pułk artylerii nadbrzeżnej (448., 478., 480. i 773. dywizjon artylerii nadbrzeżnej), 210. kompania łączności.

## Dowódcy dywizji
- Generalleutnant Karl Wintergerst 15 VII 1942 – 1 II 1944;
- Generalleutnant Curt Ebeling 1 II 1944 – 8 V 1945;